# Chahe (köping i Kina, Hebei)
Chahe (kinesiska: 岔河镇, 岔河) är en köping i Kina. Den ligger i provinsen Hebei, i den norra delen av landet, omkring 150 kilometer öster om huvudstaden Peking. Antalet invånare är 25 798. Befolkningen består av 12 591 kvinnor och 13 207 män. Barn under 15 år utgör 15,0 %, vuxna 15-64 år 74 %, och äldre över 65 år 10,0 %.
Genomsnittlig årsnederbörd är 846 millimeter. Den regnigaste månaden är augusti, med i genomsnitt 199 mm nederbörd, och den torraste är januari, med 2 mm nederbörd.